# Herbert Enderton
Herbert Bruce Enderton (15 de abril de 1936 – 20 de octubre de 2010) fue un matemático estadounidense. Fue Profesor Emérito de Matemáticas en UCLA y miembro de la Facultad de Matemáticas, Lógica y Metodología de la Ciencia en la Universidad de California en Berkeley.
Consiguió el Doctorado en la Universidad de Harvard en 1962. Fue miembro de la American Mathematical Society from 1961 until his death.
Enderton también contribuyó a la reoría de la computabilidad, la teoría de la definabilidad, modelos de análisis, complejidad computacional e historia de la lógica.
De 1980 a 2002 fue coordinador de la sección de revisiones del Journal of Symbolic Logic de la Association for Symbolic Logic.

## Publicaciones
- Herbert B. Enderton (1977). Elements of Set Theory. Academic Press. ISBN 978-0-12-238440-0.
- Herbert B. Enderton (1972). A Mathematical Introduction to Logic. Academic Press. ISBN 978-0-12-238452-3. (requiere registro).
- Herbert B. Enderton (2011). Computability Theory: An Introduction to Recursion Theory. Academic Press. ISBN 978-0-12-384958-8.